# Lesmo
Lesmo is een gemeente in de Italiaanse provincie Monza e Brianza (regio Lombardije) en telt 6901 inwoners (31-12-2004). De oppervlakte bedraagt 5,1 km², de bevolkingsdichtheid is 1288 inwoners per km².

## Demografie
Lesmo telt ongeveer 2745 huishoudens. Het aantal inwoners steeg in de periode 1991-2001 met 2,8% volgens cijfers uit de tienjaarlijkse volkstellingen van ISTAT.
| Jaar | Inwoneraantal |
| ---- | ------------- |
| 1991 | 6293          |
| 2001 | 6469          |

## Geografie
Lesmo grenst aan de volgende gemeenten: Casatenovo (LC), Triuggio, Correzzana, Camparada, Arcore, Macherio, Biassono.